# Ligne de Granville à Sourdeval
La ligne de Granville à Sourdeval est une ancienne ligne de chemin de fer secondaire à voie métrique du réseau départemental de la Manche, exploitée dans la première partie du XXe siècle par les Chemins de fer de la Manche (CFM).

## Histoire
Cette ligne, longue de 71 km, a été exploitée de 1908 à 1935 par la Compagnie des chemins de fer de la Manche, dont le réseau, long de 248 km, comprenait également les lignes suivantes : 
- Barfleur - Cherbourg, à voie normale (30 km), exploitée de 1911 à 1928 par les CFM, puis par d'autres compagnies ;
- Coutances - Lessay (37 km), à voie métrique, exploitée de 1909 à 1932 ;
- Sainte-Mère-Église - Pont-l'Abbé-Picauville (10 km), à voie métrique, exploitée de 1907 à 1914 ;
- Tramway d'Avranches (3 km), à voie métrique, exploitée de 1907 à 1914, et qui relie la ville à sa gare ;
- Granville - Condé-sur-Vire - Saint-Lô (80 km), principalement à voie métrique, mais dont la section de 12 km entre Condé-sur-Vire - Saint-Lô était à double écartement (voie métrique à l'intérieur de la voie normale), ouverte de 1909 à 1921, exploitée jusqu'à 1936 ;
- Landivy - Saint-Hilaire-du-Harcouët (17 km), à voie métrique, exploitée de 1909 à 1938[1].

## Infrastructure

### Stations

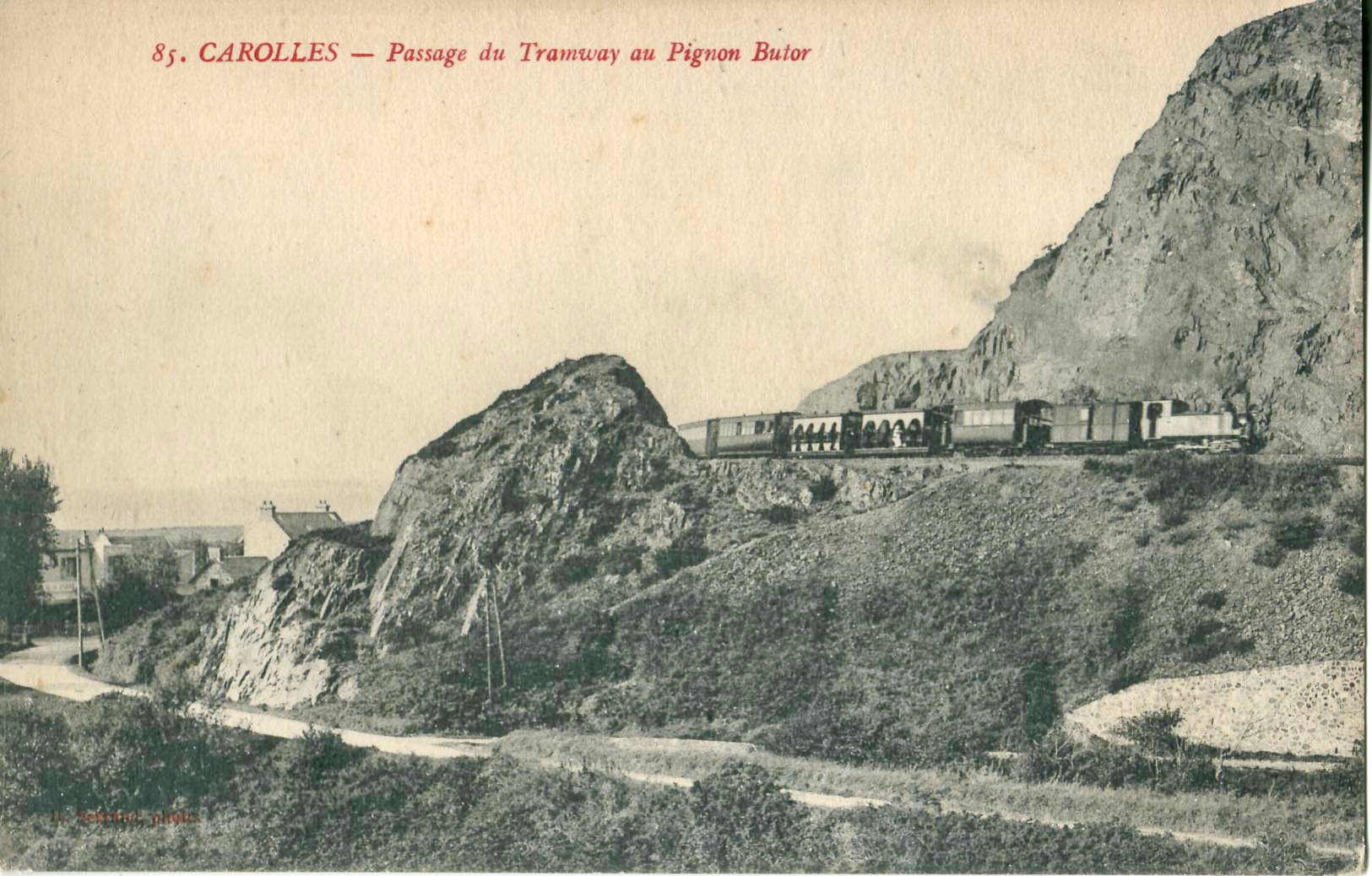
La ligne dans le défilé du Pignon-Butor à Carolles.

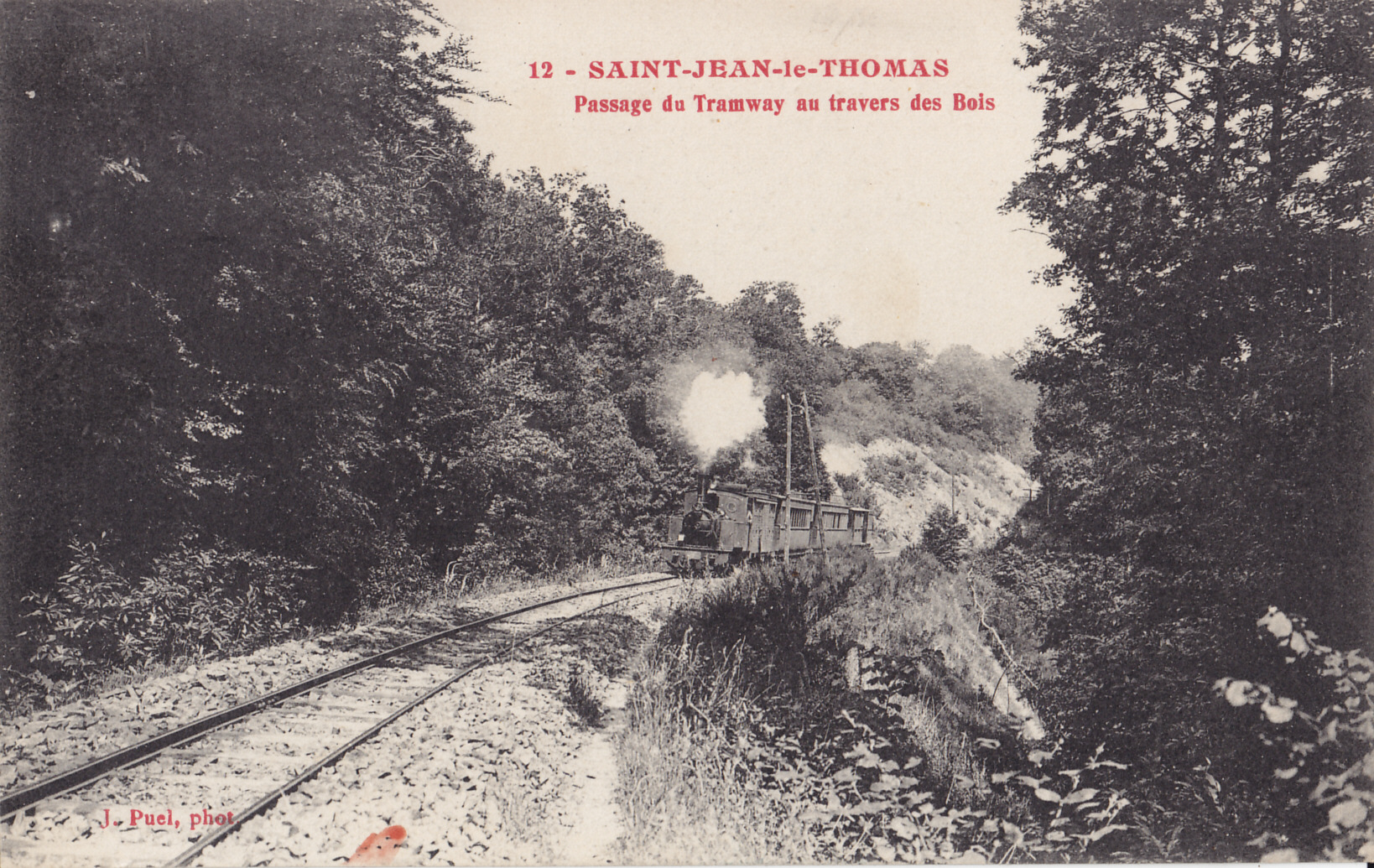
La ligne à travers les bois de Saint-Jean-le-Thomas.

- Granville-port
- Granville ouest
- Donville triage
- Saint-Pair-sur-Mer
- Kairon
- Jullouville
- Carrolles plage
- Carrolles
- Champeaux
- Saint-Jean-le-Thomas[2]
- Dragey
- Genêts
- Bacilly
- Vains - Saint-Léonard
- Vains
- Marcey
- Avranches-ouest
- Avranches-État
- Pont-sous-Avranches
- Tirepied
- Vernix
- Petit-Celland
- Brécey
- Cuves
- Mesnil-Gilbert
- Chérence-le-Roussel
- Perier-Brouains
- Sourdeval

## Matériel et installations préservées
La gare de Carolles a été rachetée par la municipalité pour y installer la Mairie en 1950.
la gare de Jullouville est actuellement l'ofice de tourisme de la commune. La gare de Saint Pair a été transformée en médiathèque.